# الجبهة الإسلامية السورية
كانت الجبهة الإسلامية السورية منظمة مظلية سلفية للجماعات المتمردة الإسلامية التي تقاتل حكومة بشار الأسد في سوريا خلال الحرب الأهلية السورية. وكانت أكبر جماعاتها أحرار الشام السلفية، التي قيل أنها «قادت» و«هيمنت» على الجبهة. في نوفمبر 2013، تم حل الجبهة الإسلامية السورية، حيث استعيض عن المنظمة بالجبهة الإسلامية.

## الخلفية
وقد تأسست هذه الجماعة من قبل 11 جماعة إسلامية متمردة في 21 ديسمبر 2012، بما في ذلك: أحرار الشام، لواء الحق في حمص، حركة الفجر الإسلامية في حلب، أنصار الشام في اللاذقية، جيش التوحيد في دير الزور، كتيبة حمزة بن عبد المطلب في دمشق. في يناير 2013، أعلنت العديد من المنظمات الأعضاء أنها توحد صفوفها مع أحرار الشام في جماعة أوسع تسمى حركة أحرار الشام الإسلامية. في أبريل 2013، أصبح تجمع كتائب الحق في محافظة حماة أول عضو جديد ينضم إلى الجبهة منذ تأسيسها. وفي أغسطس 2013، تم دمج هذه الجماعة مع الجماعات المتمردة السلفية الأخرى في حماة لتشكيل وحدة جديدة عضو في الجبهة الإسلامية السورية تدعى لواء مجاهدي الشام. ولم تضم الجبهة الإسلامية السورية جبهة النصرة الجهادية، التي أعلنتها الولايات المتحدة منظمة إرهابية. في 9 أغسطس، أفاد المرصد السوري بأن حسان عبود، زعيم أحرار الشام، وهي جماعة متمردة سورية محافظة متشددة، قد لقي حتفه في بلدة رام حمدان الشمالية الغربية في محافظة إدلب السورية.[وصلة مكسورة]

## العمليات
أفيد أن الجبهة الإسلامية السورية «أقامت وجودًا عبر مساحات شاسعة من الأراضي السورية، لا سيما في الشمال». وبصرف النظر عن عملياتها العسكرية في الحرب الأهلية السورية، حولت الجبهة الإسلامية السورية، وخاصة أحرار الشام، موارد كبيرة إلى الأنشطة الإنسانية والاجتماعية الأخرى في المناطق السورية التي كان لهم تأثير فيها. وشمل ذلك توفير التعليم الإسلامي للأطفال، وتوزيع الأغذية والمياه والوقود. وقد تم دعم هذه الأنشطة الإنسانية جزئيًا من قبل مؤسسة الإغاثة الإنسانية التركية و‌قطر الخيرية. وكشف زعيم الجبهة الإسلامية السورية، حسان عبود، عن نفسه واسمه الحقيقي لأول مرة في 8 يونيو 2013 في مقابلة مع قناة الجزيرة. وفي المقابلة، ادعى عبود أن الجبهة الإسلامية السورية تدير معسكرات تدريب في سوريا للمجندين لتلقي التعليمات العسكرية والدينية، فضلًا عن معسكرات إضافية لتدريب المجندين الواعدين ليصبحوا قادة. وادعى عبود أيضًا أنهم تلقوا عشرات الطلبات من جماعات متمردة أخرى للانضمام إلى الجبهة الإسلامية السورية.

## الأيديولوجية والمواقف
ووصف البيان التأسيسي للجبهة أيديولوجيتها بأنها تستند إلى فهم سلفي للإسلام وأعلنت أن أهدافها هي الإطاحة بحكومة الأسد وإقامة دولة إسلامية، تحكمها الشريعة الإسلامية، لصالح جميع السوريين. تلقت الجماعة التمويل والدعم من السلفيين المحافظين الآخرين في الخليج العربي، ومن بين المانحين البارزين الواعظ الكويتي حجاج العجمي، الواعظ السوري المقيم في السعودية عدنان العرعور، والسياسي الكويتي حكيم المطيري. اعتبرت الجبهة "أقل تطرفًا" من الجماعات السورية الراديكالية مثل جبهة النصرة التي وسمت كمنظمة إرهابية من قبل الولايات المتحدة، و"ربما كان لها دعم أوسع بين السوريين العاديين، وفقًا لليز سلاي الصحفية في واشنطن بوست. عارضت الجبهة التدخل الأمريكي ضد حكومة الأسد، وفي 5 سبتمبر 2013، أصدرت بيانًا على صفحتها على فيس بوك ذكرت فيه أنها ترفض "التدخل العسكري الغربي في سوريا وتعتبره عدوانًا جديدًا ضد المسلمين"، قائلة أن ذلك لن يخدم سوى المصالح الأمريكية وليس قضية الذين يسعون إلى الإطاحة بالأسد.
في 22 نوفمبر 2013، شارك قادة الجبهة الإسلامية السورية في إعلان الجبهة الإسلامية الجديدة التي توحد الجماعات المتمردة التي كانت تعمل في السابق تحت راية الجبهة الإسلامية السورية و‌جبهة تحرير سوريا الإسلامية. ثم أعلنت الجبهة الإسلامية السورية على حسابها في غوغل بلاس أنها حُلت وأن جماعاتها المكونة ستعمل من الآن فصاعدًا تحت مظلة الجبهة الإسلامية.

## وصلات خارجية
- الميثاق الرسمي للجبهة (بالعربية)